# Celebrity Beyond
El Celebrity Beyond es un crucero de la clase Edge para Celebrity Cruises. El barco, el tercero de la clase Edge, se construyó en el astillero Chantiers de l'Atlantique en Saint-Nazaire, Francia y entró en servicio en abril de 2022. El barco está capitaneado por Kate McCue.